# Edgar Faure
Edgar Faure (Béziers, 1908. augusztus 18. – Párizs, 1988. március 30.) francia jogász, jogtörténész, politikus, a Negyedik Francia Köztársaság  11. és 16. miniszterelnöke.

## Pályafutása
Párizsban folytatott jogi tanulmányokat, és oroszul tanult az Institut national des langues et civilisations orientales (INALCO) intézetben. A világháború kezdetén az Agence Havas cenzúra osztályára osztották be. 1941-ben Pierre Mendès France mellett tanúskodott a Clermont-Ferrand-i bíróságon. Felesége elzászi zsidó családból származott, ezért emigrációba kényszerültek Tunéziába. Hamarosan Algírba utaztak, ahol Faure csatlakozott a Nemzeti Felszabadító Bizottsághoz főtitkár helyettesi rangban.
A háború befejezése után Mendès France nemzetgazdasági miniszter kabinetjének lett a tagja. Mendès France lemondása után François de Menthon mellett ügyész helyettesként vett részt a nürnbergi perben. Joachim von Ribbentrop vád alá helyezésével bízták meg. 1946 és 1958 között Jura megye parlamenti képviselője, 1947-ben Port-Lesney polgármesterévé választották.
1949 februárjában pénzügyi államtitkárként kezdte politikai pályáját Henri Queuille első kormányában. Költségvetési miniszter René Pleven első, és  Queuille harmadik kormányában. Igazságügyi miniszter Pleven második kormányában. 1952 januárjában kormányt alakított, ami negyven nap után megbukott. Nemzetgazdasági és pénzügyminiszter Joseph Laniel és Pierre Mendès France kormányában. Rövid ideig a külügyminisztérium élén is állt. 1955 februárjában ismét kormányt alakított, és átmenetileg a belügyminiszteri posztot is betöltötte. 
1963 októberében de Gaulle Kínába küldte, hogy tárgyaljon a diplomáciai kapcsolatok felvételéről. A Faure házaspár 1957-ben magánúton már járt Kínában a kormány meghívására, és Mao Ce-tung is fogadta őket. Faure hivatalos tárgyalásai eredményesnek bizonyultak, mert 1964 januárjában diplomáciai kapcsolat létesült a Kínai Népköztársaság és Franciaország között.
1973 és 1978 között Faure a francia nemzetgyűlés elnöke, 1959-től 1966-ig Jura megyét képviselte a szenátusban. A Francia Akadémia tagjává választották 1978-ban.

## Írásai
- Pascal : le procès des provinciales, 1930
- Le Pétrole dans la paix et dans la guerre, 1938
- Pour rencontrer M. Marshes, 1942 (Ed Faure álnéven írt krimi)
- L'installation du président Fitz Mole, (Ed Faure álnéven írt krimi)
- Mr Langois n'est pas toujours égal à lui-même  1950 (Edgar Sanday álnéven)
- Le Serpent et la Tortue (les problèmes de la Chine populaire), 1957
- La Disgrâce de Turgot, 1961
- Etude de la capitation de Dioclétien d'après le Panégyrique VIII, 1961 (Thèse de doctorat en droit)
- Prévoir le présent, 1966
- L'Éducation nationale et la participation, 1968
- Philosophie d'une réforme, 1969
- L'Âme du combat, 1969
- Ce que je crois, 1971
- Pour un nouveau contrat social, 1973
- Au-delà du dialogue, 1977 (Philippe Sollers társszerzővel)
- La Banqueroute de Law, 1977
- La Philosophie de Karl Popper et la société politique d'ouverture, 1981
- Mémoires I, „Avoir toujours raison, c'est un grand tort”, 1982
- Mémoires II, „Si tel doit être mon destin ce soir”,  1984
- Discours prononcé pour la réception de Léopold Sédar Senghor à l'Académie française, le 29 mars 1984

## Kapcsolódó szócikk
- Franciaország miniszterelnökeinek listája